# سيجوريور بيارناسون
سيجوريور بيارناسون هو سياسي آيسلندي، ولد في 18 ديسمبر 1915، وتوفي في 5 يناير 2012. انتخب رئيس المجلس الشمالي ‏ (1965 – 31 ديسمبر 1965).